# 新格拉本河 (美因河支流)

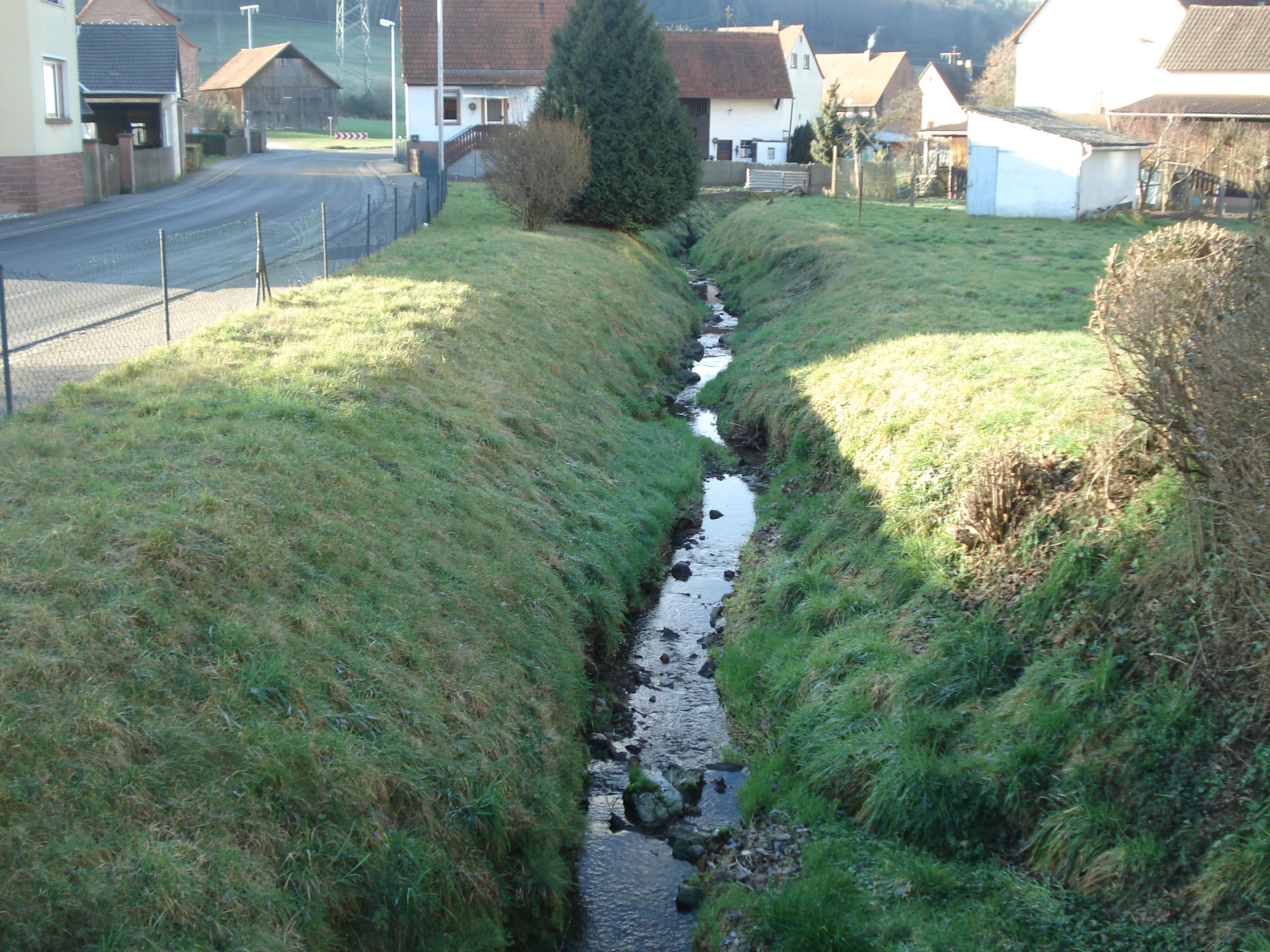

49°51′39″N 9°09′34″E / 49.860696°N 9.159491°E
新格拉本河（德語：Neuer Graben），是德國的河流，位於該國東南部，由巴伐利亞負責管轄，屬於美因河的右支流，河道全長6.1公里，流域面積17.6平方公里。